# Stableria ruwenzorense
Stableria ruwenzorense là một loài rêu trong họ Bryaceae. Loài này được Thér. & Naveau mô tả khoa học đầu tiên năm 1927.